# Parque nacional de Dalby Söderskog
El Parque nacional de Dalby Söderskog (en sueco: Dalby Söderskog nationalpark) es un pequeño parque nacional en la provincia de Scania en el sur de Suecia, situado en el municipio de Lund, cerca del Pueblo de Dalby y la Reserva Natural Dalby Norreskog. Tiene una superficie de 0,36 km² y consta de bosques de hoja ancha. Fue establecido en 1918, cuando se pensaba que era un remanente único de bosque virgen. De hecho, el área se ha utilizado anteriormente para pastoreo. El suelo contiene cal y yeso. En particular, hay muchas flores de primavera. Un banco de tierra de origen desconocido, posiblemente, las ruinas de un antiguo fuerte, rodea partes del parque.

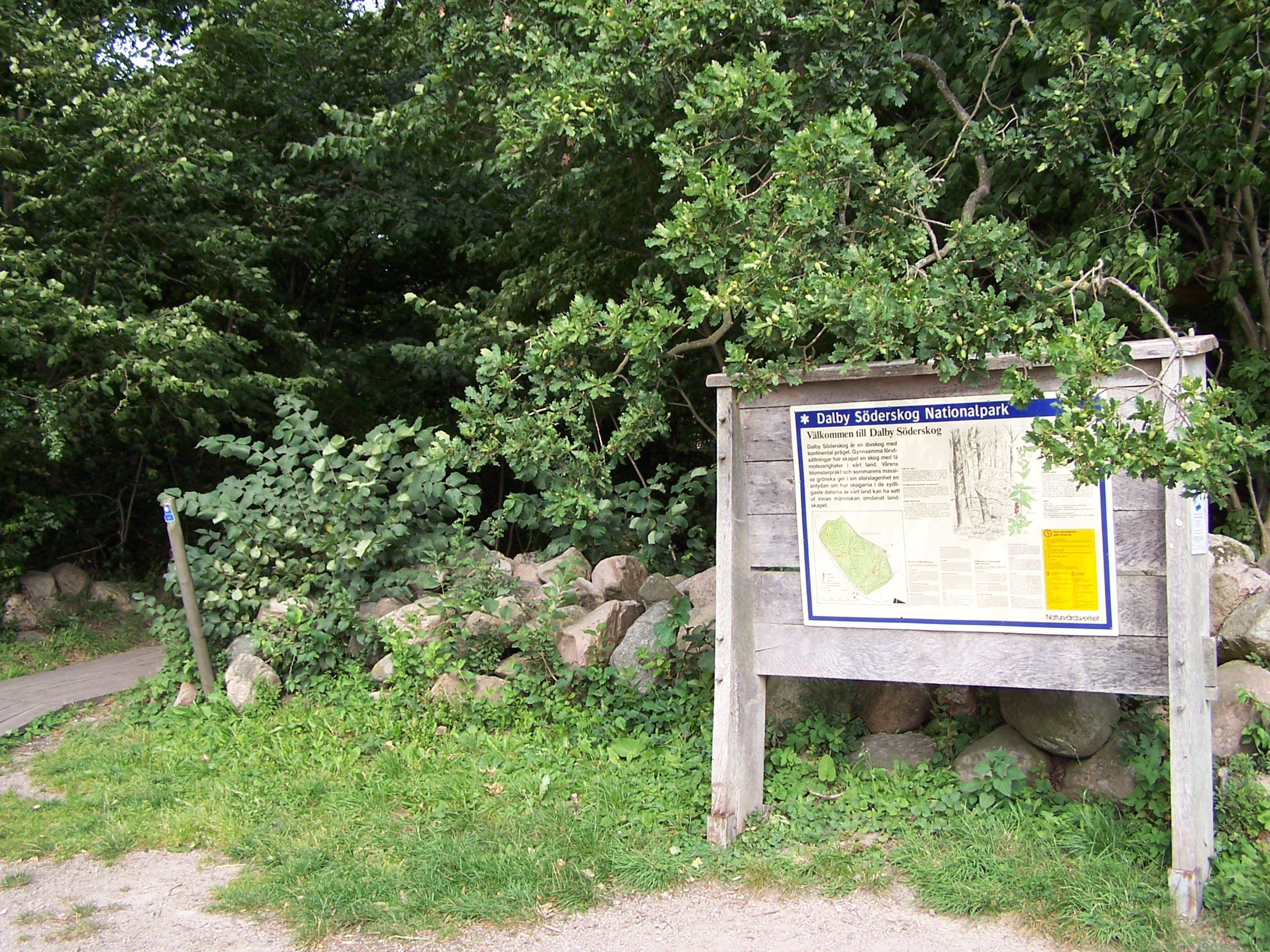
Entrada al parque.